# Guignies
 Guignies  is een dorp in de Belgische provincie Henegouwen, en een deelgemeente van de Waalse gemeente Brunehaut.
Guignies was een zelfstandige gemeente, tot die bij de gemeentelijke herindeling van 1977 toegevoegd werd aan de gemeente Brunehaut.

## Bezienswaardigheden
- De Begraafplaats van Guignies
- Het Château de Pringalle

## Natuur en landschap
De hoogte van Guignies bedraagt 38 meter.

## Demografische ontwikkeling
- Bronnen:NIS, Opm:1831 tot en met 1970=volkstellingen, 1976= inwoneraantal op 31 december

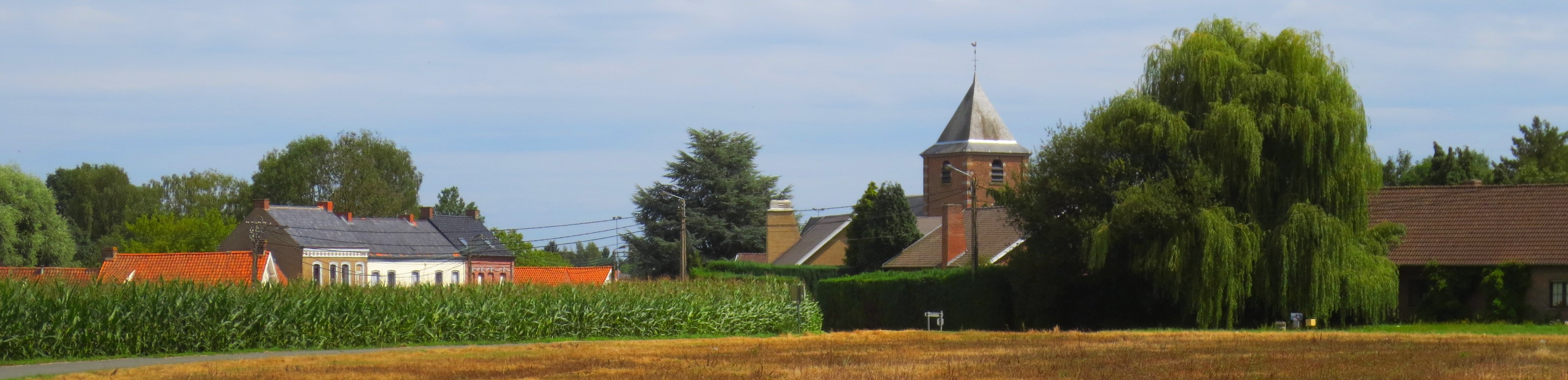
Guignies

## Nabijgelegen kernen
Velvain, La Glanerie, Taintignies